# سورتمه‌کشی انسانی

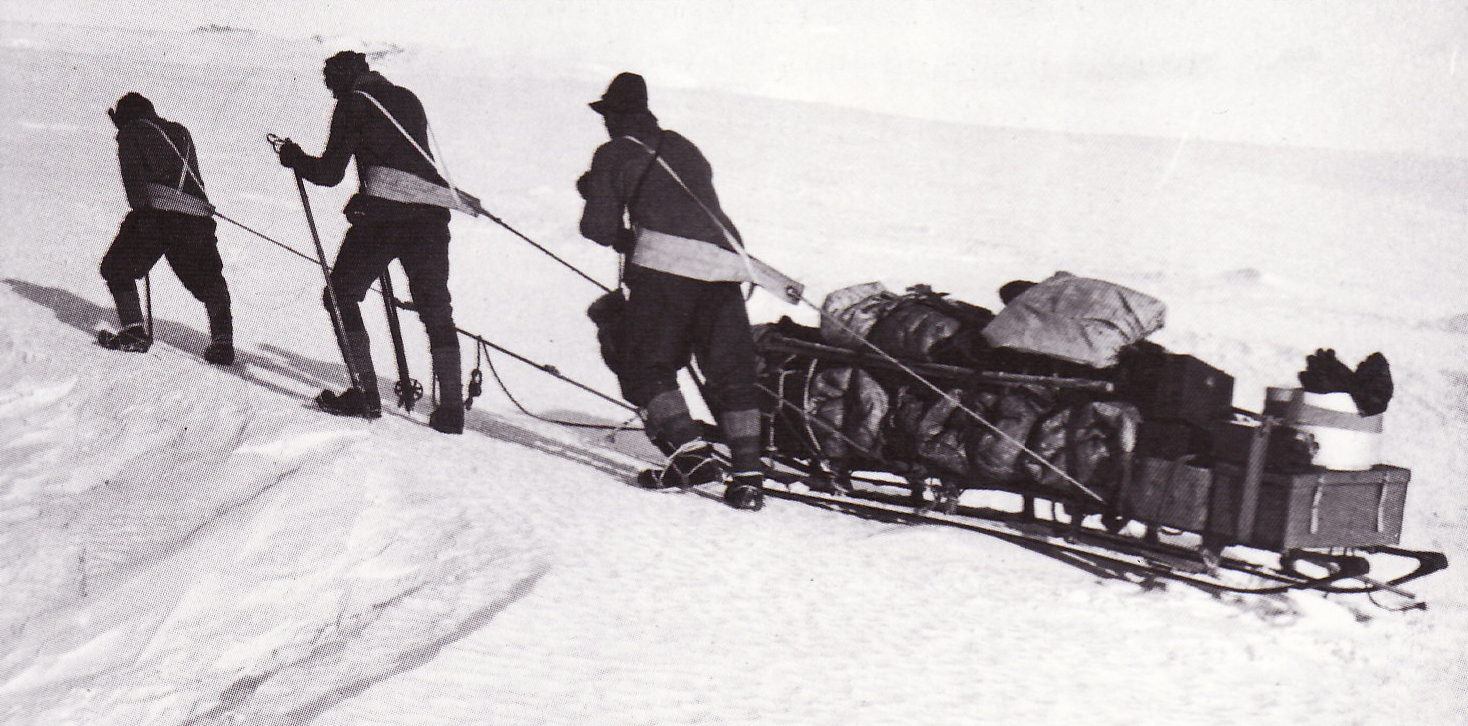
تصویری از رابرت فالکون اسکات و مردان گروه مکتشف وی در حال سورتمه‌کشی در جریان سفر اکتشافی ترا نووا

سورتمه‌کشی انسانی (انگلیسی: Manhauling) اصطلاحی است برای حمل و به جلو کشیدن سورتمه‌ها، گاری و سایر وسایل نقلیه حمل بار  که توسط نیروی انسانی و بدون کمک حیوانات (مثلاً هاسکی) یا نیروی محرکه دیگر (ماشین‌ها) صورت می پذیرد. این اصطلاح عمدتاً در ارتباط با سفر بر روی برف و یخ استفاده می‌شود و در طول مسافرت‌های اکتشافی قطب جنوب، پیش از رایج شدن وسایل نقلیه موتوری، بسیار رایج بود.